# طويقان قرمزي المؤخرة
طويقان قرمزي المؤخرة (الاسم العلمي: Aulacorhynchus haematopygus) (بالإنجليزية: Crimson-rumped Toucanet)‏ هو نوع من الطيور يتبع جنس الطويقان الأخضر من الفصيلة الطوقانية.

## معرض صور

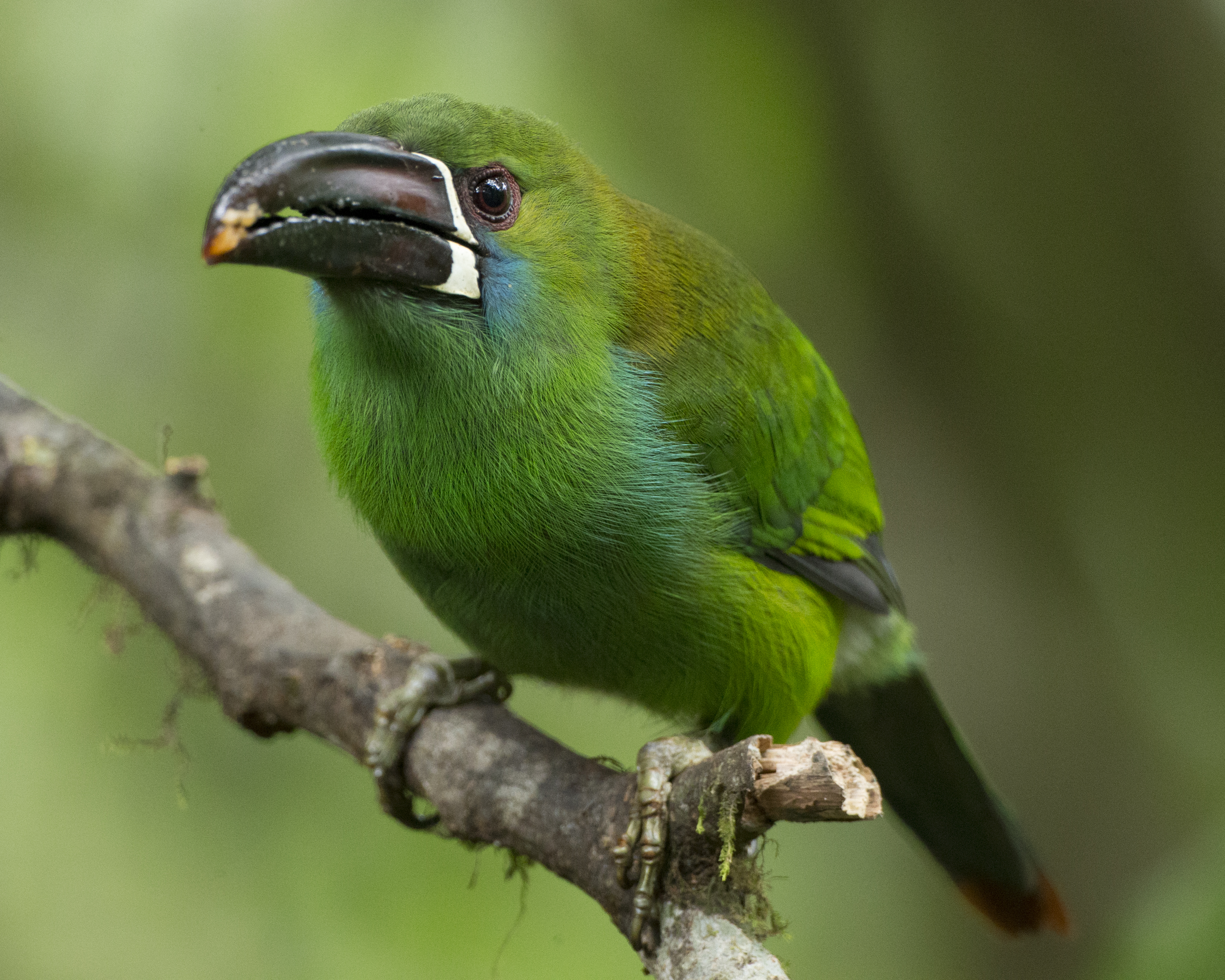
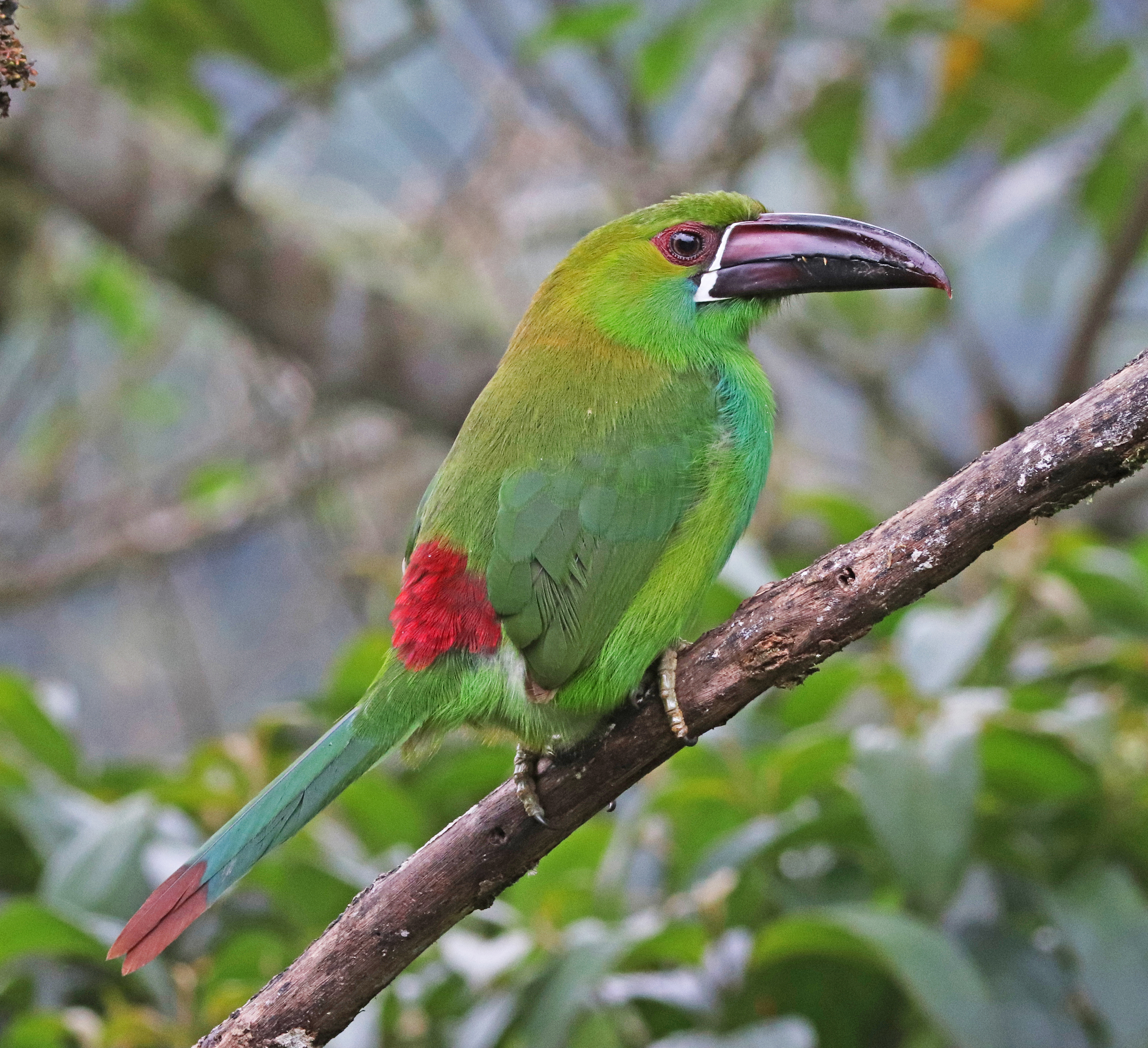
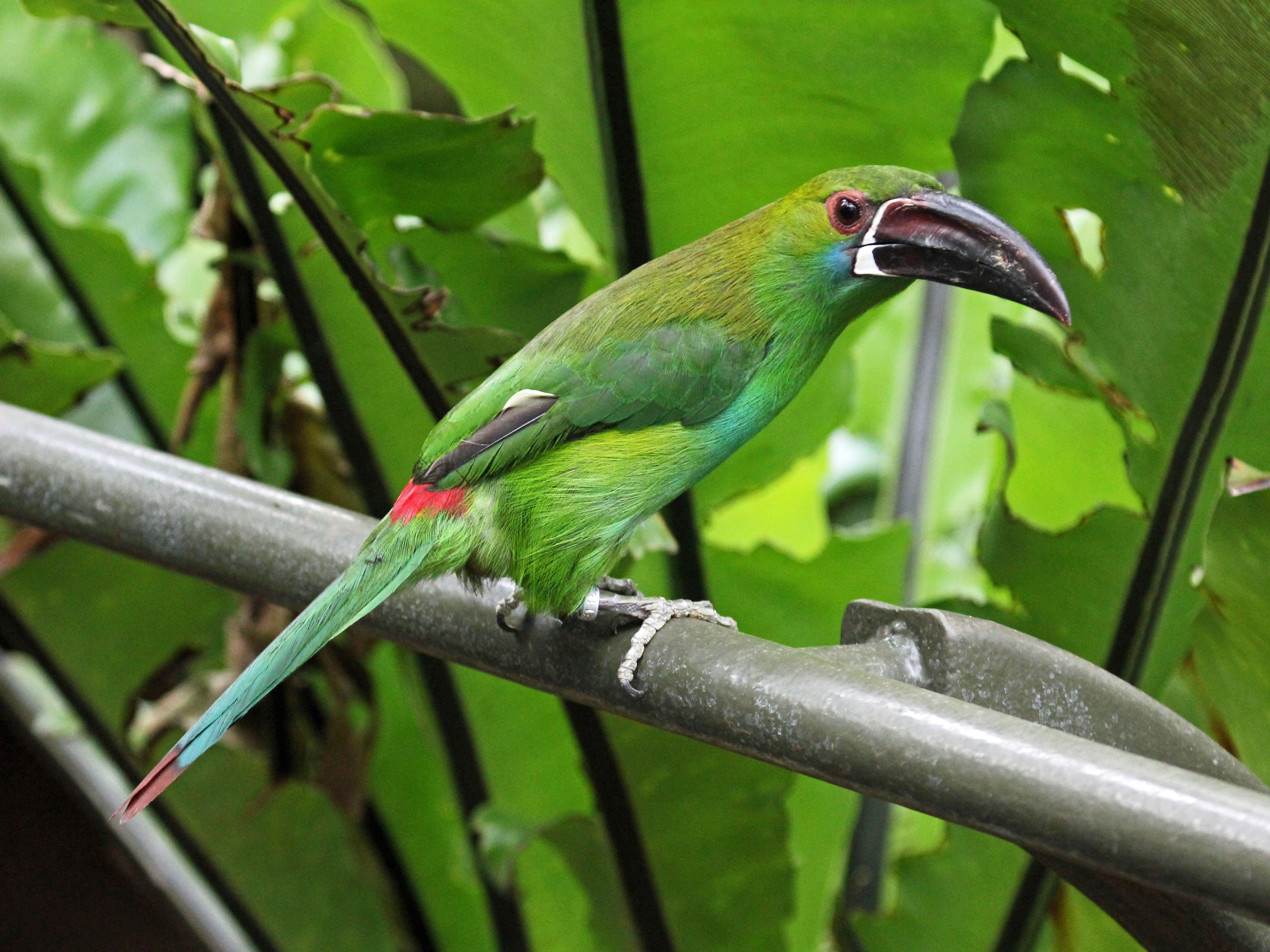